# Лерсунди-и-Ормаэчеа, Франсиско де
Франсиско де Лерсунди-и-Ормаэчеа (исп. Francisco Lersundi Hormaechea; 28 января 1817, Валенсия — 17 ноября 1874, Байонна, Франция) — испанский политический, военный и государственный деятель, Председатель Совета министров Испании (с 14 апреля 1853 по 19 сентября 1853 года). Генерал-капитан Кубы (май-ноябрь 1866 и 1867—1869). Генерал-лейтенант.

## Биография
Окончил военную школу. Офицером участвовал в Первой карлистской войне 1833 года.
Политическую карьеру начал в августе 1850 года, был избран депутатом Конгресса депутатов Испании.
Политик. Член испанской праволиберальной Умеренной партии.
В феврале 1853 года ему присвоено звание генерал-лейтенанта. В марте того же года стал пожизненным сенатором Генеральных кортесов Испании (Senador Vitalicio).
С 14 апреля 1853 по 19 сентября 1853 года Председатель Совета министров Испании при Изабелле II.
Военный министр (14 апреля — 19 сентября 1853). Министра иностранных дел (14 апреля — 19 сентября 1853). Министр военно-морского флота (1856—1857).

## Награды
- Орден Карлоса III
- Орден Изабеллы Католической
- Орден Святого Херменегильдо